# Crnogorska europska partija
Crnogorska europska partija ili CEP je politička stranka u Crnoj Gori osnovana 26. studenog 2023. godine u Podgorici. Stranka zagovara suverenitet, neovisnost i proeuropejstvo u Crnoj Gori.
Na čelu stranke je Novak Adžić.

## Osnivanje
Crnogorska europska partija (CEP) službeno je osnovana 26. studenog 2023. godine. 
Osnivački kongres stranke održan je u Podgorici, glavnom gradu Crne Gore. Na tom skupu, Novak Adžić, istaknuti crnogorski pravnik i povijesničar, jednoglasno je izabran za prvog predsjednika stranke. Ovaj događaj označava početak djelovanja Crnogorske europske partije na političkoj sceni.
Inicijativa za osnivanje stranke nastala je kao odgovor na potrebu za jačanjem crnogorskog nacionalnog identiteta i orijentacije prema Europskoj uniji.

## Politika i ciljevi
Stranka promovira ideje suvereniteta, neovisnosti i europskih vrijednosti. Protivi se bilo kojem obliku politike koji bi mogao ugroziti crnogorski suverenitet i neovisnost te se zalaže za demokratski razvoj i europsku integraciju Crne Gore. Poseban naglasak stavlja na odbacivanje koristoljubive politike i neprincipijelnih saveza.

### Aktivnosti
Od svog osnutka, CEP je bio aktivan na crnogorskoj političkoj sceni. Novak Adžić, kao predsjednik stranke, često ističe potrebu za jačanjem crnogorske neovisnosti i suvereniteta. Stranka je također izrazila svoje stavove o aktualnim pitanjima u Crnoj Gori, kao što je odnos vlade prema Srpskoj pravoslavnoj crkvi.

### Struktura
CEP ima organiziranu strukturu s Novakom Adžićem kao predsjednikom. Na osnivačkom kongresu izabrano je 77 članova glavnog odbora. Članovi inicijativnog odbora stranke su također bili ključni u njezinoj formaciji. Crnogorska evropska partija je na sjednici Glavnog odbora 21. Prosinca 2023. izabrala tri potpredsjednika i predsjedništvo partije, kao i tajnika.

## Potpredsjednici
- Stevo Vučinić, dipl. pravnik i publicist iz Podgorice
- Vladislav-Vanja Popović, advokat iz Cetinja
- Prof. dr. Svetozar Savić iz Bara

Tajnica: Sandra Bugarin, dipl. pravnica iz Podgorice.

## Članovi Predsjedništva
Na sjednici su za članove Predsjedništva izabrani:
1. Prof. dr. Nebojša B. Vučinić, bivši sudac Europskog suda za ljudska prava u Strasbourgu
2. Stevo Vučinić, diplomirani pravnik
3. Mr. Vladislav Vanja Popovic, advokat
4. Prof. dr. Setozar Savić
5. Esad Rastoder, privatnik
6. Dr. Srđan Đani Plamenac
7. Boban Stojovic, biznismen
8. Emina Čolović Kajević, fizičar
9. Miloš Bukilić, privatnik
10. Sabah Čolović, fizičar
11. Dragoslav-Zeko Božović, dipl. politolog
12. Sandra Bugarin, dipl. pravnik
13. Goran Miranović, službenik
14. Nebojsa Marković, advokat, bivši sudac
15. Danilo Brajović, privatnik i sportski aktivist
16. Zorica Martinović, dipl. konzervator
17. Danilo Popović dipl. ing. strojarstva
18. Igor Gojnić, dipl. pravnik
19. Mr Nada Marstijepović Đurđić, doktorand
20. Vladimir Mrvaljević, dipl. ing. strojarstva
21. Željko Nikčević, menadžer u carini, špediciji i osiguranju
22. Miodrag Ćetković, povjesničar
23. Doc. dr Dragan Žarković
24. Doc. dr. Zlatko Bulić
25. Goran Đuričković, dipl. politolog
26. Prof. dr. Rade Ratkovic
27. Draško Dapčević advokat
28. Nemanja Radulović, dipl. menadžer u turizmu
29. Mirjana Borozan, službenica
30. Marko Daković, privatnik
31. Aleksandar Šćekić, službenik
32. Dragan Cogo- Ražnatović, dipl. ing.
33. Predrag Boljevic, dipl. ing.

U skladu sa člankom 46 Statuta, po funkciji svi potpredsjednici partije su članovi Predsjedništva. To uključuje predsjednika, potpredsjednike Savjeta partije, tajnika, kao i predsjednicu Foruma žena i predsjednika/cu Foruma mladih kad budu izabrani. U skladu s člankom 46 stavovima 3 i 4, Predsjednik CEP-a je član i Predsjednik Predsjedništva.

## Povijest i osnivanje
Partija je osnovana s ciljem suočavanja s raznim problemima unutar crnogorskog društva i državne strukture. Glavni motivi za osnivanje partije obuhvaćaju probleme kulture, borbe protiv korupcije, netransparentnosti vlasti te građanskih sloboda. Partija također naglašava težnju očuvanju crnogorske nacionalne identitete, jezika i kulture.

## Motivacija i ciljevi
CEP se pozicionira kao reakcija na zbivanja unutar političkog sustava Crne Gore. Zalaže se za suverenizam i neovisnost te poticanje na izvršenje građanskih dužnosti. Partija stavlja naglasak na izgradnju stabilne demokracije i ekonomski rast.